# Joaquín Prieto
Joaquín Prieto Vial, född 20 augusti 1786 i Concepción, död 22 november 1854, var en chilensk militär och politiker som tjänstgjorde som Chiles president mellan 1831 och 1841. Han spelade en central roll i Chiles tidiga politik och var en nyckelperson under landets konsolidering som nation.
Prieto deltog aktivt i Chiles frihetskrig och blev senare en ledande figur i de konservativa krafterna. Hans presidentskap markerade början på den så kallade "Konservativa Republiken" (1831–1861), en period av politisk stabilitet och ekonomisk tillväxt.
Under hans regering infördes 1833 års konstitution (som varade till 1925) och stärktes centralmakten.
Prieto avled i Santiago 1854 och betraktas som en av de viktigaste politiska personerna i Chiles historia.